# Can (cratera)
Can é uma cratera marciana. Tem como característica 8.4 quilômetros de diâmetro. Deve o seu nome a Can, uma localidade da Turquia.